# República Democrática de Sudán
La República Democrática de Sudán (Árabe: جمهورية السودان الديمُقراطية; Jumhūrīyat as-Sūdān ad-Dīmuqrāṭīyah) fue el periodo de la historia de Sudán del 25 de mayo de 1969 al 10 de octubre de 1985. Este periodo histórico es separado del Sudán postcolonial al ser iniciado con un golpe de Estado que acabaría con la frágil democracia del recién nacido país, pero no sin resolver conflictos latentes que culminarán en la segunda guerra civil sudanesa.
El 25 de mayo de 1969 varios jóvenes oficiales, que se hacían llamar el Movimiento de Oficiales Libres, tomó el poder en Sudán, con lo que trajeron la denominada época Nimeiri en la Historia de Sudán. En el núcleo de la conspiración había nueve oficiales liderados por el coronel Yaafar al-Numeiry, que había estado implicado en conspiraciones contra el régimen de Ibrahim Abboud. El golpe de Nimeiri fue apoyado por el Partido Comunista de Sudán (PCS), las diferentes organizaciones nacionalistas árabes y ciertos grupos religiosos conservadores que justificaron el golpe de Estado en razón de que los políticos civiles habían paralizado el proceso de toma de decisiones, no habían podido hacer frente a los problemas económicos y regionales del país, y habían dejado a Sudán sin una Constitución permanente.

## Consejo del Mando Revolucionario
Los líderes del golpe, comandados por Babiker Awadallah, el exmagistrado jefe, que había estado al tanto del golpe de Estado, se constituyeron en el Consejo del Mando Revolucionario (RCC), que poseía autoridad ejecutiva colectiva bajo la presidencia de Nimeiri. Al asumir el control, el RCC proclamó el establecimiento de una "república democrática" independiente dedicada a promover el "socialismo sudanés". Los primeros actos de la RCC incluyeron la suspensión de la Constitución provisional, la abolición de todas las instituciones gubernamentales y la prohibición de los partidos políticos. El RCC también nacionalizó muchas industrias, las empresas y los bancos. Por otra parte, Nimeiri ordenó el arresto de 63 políticos civiles y oficiales superiores retirados por la fuerza del Ejército sudanés.

## El problema de Sudán del Sur
Los orígenes de la guerra civil en el sur se remontan a la década de 1950. El 18 de agosto de 1955 el Cuerpo de Equatoria, una unidad militar compuesta por sursudaneses, se amotinaron en Torit. En lugar de rendirse a las autoridades gubernamentales de Jartum muchos se amotinaron y pasaron a la lucha armada clandestina, marcando el comienzo de la primera guerra civil sudanesa. A finales de 1960 la guerra había causado la muerte de unas 500.000 personas. Varios cientos de miles de sursudaneses se escondieron en los bosques o escaparon a campos de refugiados en países vecinos.
En 1969 los rebeldes habían desarrollado contactos en el extranjero para obtener armas y suministros. Israel, por ejemplo, entrenó a los reclutas y las armas fueron enviadas a través de Etiopía y Uganda. Las fuerzas rebeldes también compraron armas a los rebeldes del Zaire y a comerciantes internacionales de armas con el dinero recaudado en el sur y entre las comunidades del sur de exiliados sudaneses en el Oriente Medio, Europa Occidental y América del Norte. Los rebeldes también capturaron armas, equipo y suministros de las tropas gubernamentales.
En 1971 Joseph Lagu, que se había convertido en el líder de las fuerzas del sur que se oponían al gobierno de Jartum, proclamó la creación del Movimiento de Liberación de Sudán del Sur (SSLM). Sus líderes, unidos detrás de él, y casi todos los políticos exiliados del sur apoyaron al SSLM. Aunque el SSLM creó una infraestructura de gobierno a lo largo de muchas áreas de Sudán del Sur, el poder real se mantuvo con los rebeldes iniciales, con Lagu a la cabeza.

## Reconciliación nacional
Tras un nuevo intento de golpe de Estado de 1976, Nimeiri y sus opositores adoptaron políticas más conciliadoras. A principios de 1977 los funcionarios del Gobierno sudanés se reunieron con el Frente Nacional en Londres, y organizaron una conferencia entre Nimeiri y Sadiq al Mahdi en Puerto Sudán. En lo que se conoció como la "reconciliación nacional", los dos líderes firmaron un acuerdo de ocho puntos que reingresó a la oposición a la vida nacional a cambio de la disolución del Frente Nacional. El acuerdo también restauró las libertades civiles, se liberó a los presos políticos, la política exterior no alineada se reafirmó en Sudán, y se comprometieron a reformar el gobierno local. Como resultado de la conciliación, el gobierno liberó a unos 1000 detenidos y concedió una amnistía a Al Mahdi. Éste renunció a la política multipartidista e instó a sus seguidores a trabajar dentro de un sistema de partido único.
La primera prueba de la reconciliación nacional se produjeron durante febrero de 1978 con las elecciones a la Asamblea Popular sudanesa. Nimeiri autorizó a los exiliados retornados que habían estado asociados con el antiguo Partido Ummah, el Partido Unionista Democrático, y los Hermanos Musulmanes presentarse a las elecciones como candidatos independientes. Estos independientes ganaron 140 de 304 escaños, lo que lleva a muchos observadores a aplaudir los esfuerzos de Nimeiri para democratizar el sistema político de Sudán. Sin embargo, las elecciones de la Asamblea del Pueblo, marcaron el inicio de la decadencia política posterior. Como resultado, un número cada vez mayor de diputados de la Asamblea utilizan sus oficinas para avanzar personal y no de los intereses nacionales.
El 5 de junio de 1983 Nimeiri trató de contrarrestar el creciente poder político del sur del país dividiendo la región en las tres antiguas provincias de Bahr al Ghazal, Al Istiwai y Aali una Nil, que había suspendido la Asamblea Regional del Sur casi dos años antes. El Movimiento de Liberación del Pueblo de Sudán del Sur (SPLM) y su ala militar (SPLA), que surgió a mediados de 1983, sin éxito, se opusieron a este nuevo reparto y pidieron la refundación de un nuevo Sudán.
A principios de 1985, el descontento contra el gobierno dio lugar a una huelga general en Jartum. Los manifestantes se oponían a los costos de los alimentos, la gasolina y el transporte. La huelga general paralizó el país. Nimeiri, que estaba de visita en los Estados Unidos, no pudo reprimir las manifestaciones de rápido crecimiento contra su régimen. Un golpe militar incruento dirigido por su ministro de Defensa, el general Abdel Rahman Swar al-Dahab, lo expulsó del poder. En las elecciones posteriores, el líder islamista Sadiq al-Mahdi (que ya había intentado un golpe de Estado contra Nimeiry en 1976) fue nombrado primer ministro.

## Segunda guerra civil sudanesa
En 1983, la guerra civil en el sur se reavivó tras la política de islamización del gobierno, que había instituido la ley islámica o Sharia, entre otras cosas.